# Хотел туге
Хотел туге је девети студијски албум Аце Пејовића, издат 16. маја 2024. године за издавачку кућу AP Production. Текстове песама су написали Драган Брајовић, Мирјана Мијатовић, Драган Баша, Мирјана Девић, Косана Стојић, Саша Милошевић Маре, Бане Опачић и Дејан Радуловић.

## Списак песама
| №   | Назив               | Трајање |  |
| 1.  | Бараба              | 2:47    |  |
| 2.  | Соба 501            | 3:31    |  |
| 3.  | Последњи валцер     | 3:44    |  |
| 4.  | Ране                | 3:35    |  |
| 5.  | Ружа                | 4:58    |  |
| 6.  | Корида              | 3:23    |  |
| 7.  | Ако ти заборавим    | 3:10    |  |
| 8.  | Не идем кући        | 3:52    |  |
| 9.  | Срећна си крај њега | 3:40    |  |
| 10. | Ако одем            | 4:04    |  |
| 11. | Док сам могао       | 4:15    |  |